# افرینگویز
افرینگویز (به فرانسوی: Affringues) یک کمون در فرانسه است که در پا-دو-کاله واقع شده‌است. افرینگویز ۲٫۸۱ کیلومتر مربع مساحت دارد ۷۳ متر بالاتر از سطح دریا واقع شده‌است.